# Мітчелл (округ, Канзас)
Шаблон:StateAbbr_ 39°24′ пн. ш. 98°12′ зх. д. / 39.4° пн. ш. 98.2° зх. д.
Округ Мітчелл (англ. Mitchell County) — округ (графство) у штаті Канзас, США. Ідентифікатор округу 20123.

## Історія
Округ утворений 1867 року.

## Демографія
За даними перепису
2000 року
загальне населення округу становило 6932 осіб, зокрема міського населення було 3492, а сільського — 3440.
Серед мешканців округу чоловіків було 3420, а жінок — 3512. В окрузі було 2850 домогосподарств, 1863 родин, які мешкали в 3340 будинках.
Середній розмір родини становив 2,91.
Віковий розподіл населення поданий у таблиці:
| Стать    | До 15 років | 15-21 | 22-29 | 30-39 | 40-49 | 50-65 | 65-85 | Понад 85 |
| -------- | ----------- | ----- | ----- | ----- | ----- | ----- | ----- | -------- |
| Чоловіки | 657         | 469   | 241   | 399   | 496   | 567   | 505   | 86       |
| Жінки    | 660         | 340   | 196   | 384   | 501   | 540   | 687   | 204      |

## Суміжні округи
- Джуелл — північ
- Клауд — схід
- Оттава — південний схід
- Лінкольн — південь
- Осборн — захід

## Виноски
1. ↑  U.S. Decennial Census. United States Census Bureau. Архів оригіналу за 19 липня 2018. Процитовано 27 липня 2014.
2. ↑  Historical Census Browser. University of Virginia Library. Архів оригіналу за 11 серпня 2012. Процитовано 27 липня 2014.
3. ↑  Population of Counties by Decennial Census: 1900 to 1990. United States Census Bureau. Архів оригіналу за 5 червня 2019. Процитовано 27 липня 2014.
4. ↑  Census 2000 PHC-T-4. Ranking Tables for Counties: 1990 and 2000 (PDF). United States Census Bureau. Архів оригіналу (PDF) за 18 грудня 2014. Процитовано 27 липня 2014.
5. ↑  State & County QuickFacts. United States Census Bureau. Архів оригіналу за 6 серпня 2011. Процитовано 27 липня 2014.(англ.) Наведено за англійською вікіпедією.
6. ↑  American FactFinder. Бюро перепису населення США. Архів оригіналу за 26 лютого 2012. Процитовано 31 січня 2008.

| США | Це незавершена стаття з географії США. Ви можете допомогти проєкту, виправивши або дописавши її. |